# Vladimir Keilis-Borok
Vladimir Isaacovich Keilis-Borok (in russo Влади́мир Исаа́кович Ке́йлис-Бо́рок?, Vladimir Isaakovič Kejlis-Borok; Mosca, 31 luglio 1921 – Culver City, 19 ottobre 2013) è stato un geofisico, sismologo e matematico russo.
È stato in particolare presidente dell'International Union of Geodesy and Geophysics, dal 1987 al 1991, e professore emerito presso l'Università della California a Los Angeles, dal 1998 al 2013.

## Biografia
Keilis-Borok è nato nel 1921 a Mosca, in Russia (all'epoca in procinto di diventare parte dell'Unione Sovietica), figlio unico di una coppia di genitori ebrei. Suo padre lavorava come commerciante e sua madre come segretaria.
La sua giovinezza fu segnata dalla seconda guerra mondiale e dall'invasione della Russia sovietica da parte degli eserciti del Reich nel 1941. Durante la guerra fu responsabile dell'installazione delle linee di comunicazione. Successivamente, riconosciuto per le sue capacità scientifiche, fu inviato nell'est del Paese in cerca di petrolio. Il suo interesse per la geofisica è nato da questa esperienza. Dopo la guerra, Keilis-Borok studiò all'Accademia delle scienze di Mosca dove nel 1948 ha conseguito il dottorato di ricerca in geofisica matematica.
Negli anni '60, nel pieno della Guerra Fredda, ha studiato le onde sismiche causate da esplosioni nucleari sotterranee e le ha confrontate con le scosse causate dai terremoti. La sua esperienza contribuisce alle discussioni tra americani e sovietici sul controllo degli armamenti nel 1963.
Negli anni '80 si dedica allo studio delle onde sismologiche e fonda a Mosca un istituto di ricerca specializzato in sismologia. Nel 1985, le previsioni Keilis-Borok annunciavano che nel prossimo futuro si sarebbe verificato un terremoto lungo la Faglia di Sant'Andrea in California. La minaccia, presa molto sul serio da Mosca, portò il presidente russo Michail Gorbačëv a informare il presidente degli Stati Uniti Ronald Reagan. Quattro anni dopo, la prognosi si rivela corretta: un grande terremoto di magnitudo 6,9 della scala Richter colpì San Francisco il 17 ottobre 1989, provocando il crollo di un viadotto stradale e provocando la morte di 63 persone.
Questo disastro segna l'inizio di una lunga collaborazione tra Keilis-Borok e i sismologi americani. Nel 1998 Vladimir si trasferisce in California per insegnare all'Università della California, a Los Angeles.
È stato il fondatore e direttore emerito dell'Istituto internazionale di teoria di previsione dei terremoti e di geofisica matematica di Mosca. È stato eletto all'Accademia Americana delle Arti e delle Scienze (1969), all'Accademia Austriaca delle Scienze (1992), all'Accademia Nazionale delle Scienze degli Stati Uniti (1971), alla Pontificia Accademia delle Scienze (1994), all'Accademia Russa delle Scienze (1988), Academia Europaea (1999) e Royal Astronomical Society (1989).
È stato presidente dell'International Union of Geodesy and Geophysics (1987-1991), vicepresidente dell'International Association of Seismology and Physics of the Earth's Interior (1983-1987), Componente del Consiglio direttivo e presidente della sezione Matematica e Scienze naturali dell'International Council for Science (1988-1991), presidente fondatore del comitato internazionale per la teoria geofisica e i computer (1964-1979) ed esperto di diversi comitati tecnici che vigilata o sull'applicazione del trattato sul divieto degli esperimenti nucleari (1960-1990). È stato anche membro del Comitato per la sicurezza internazionale e il disarmo, dell'Accademia russa delle scienze (1998-2000); del Comitato scientifico dell'Unione per il decennio delle Nazioni Unite per la riduzione dei disastri naturali (1990-1999); Gruppo di lavoro internazionale sulla sicurezza geologica dei depositi di rifiuti nucleari (1994-1997). 
Ha ricevuto la prima medaglia Lewis Fry Richardson per i contributi eccezionali alla geofisica non lineare (1998), un dottorato honoris causa presso l'Institut de Physique du Globe di Parigi e il 21st Century Collaborative Activity Award for Studying Complex Systems, McDonnell Foundation. 
Il suo team di ricercatori ha utilizzato nuovi metodi algoritmici per la previsione dei terremoti. Il metodo di Keilis-Borok è stato applicato retroattivamente a 31 casi risalenti al 1989, con correlazione 25 volte (esclusi due near miss), tra cui il terremoto nell'area di Samoa (settembre 2009) e il terremoto di Sumatra (settembre 2009). In risposta alla sua previsione di un terremoto in California nel 2005, l'US Geological Survey ha dichiarato: "Il lavoro del team Keilis-Borok è un approccio legittimo alla ricerca sulla previsione dei terremoti. Tuttavia, il metodo non è provato e ci vorranno molti studi aggiuntivi e molte previsioni di prove aggiuntive prima di poter dimostrare se funziona e quanto bene. "  . Il California Earthquake Prediction Evaluation Council ha stabilito: "Ad oggi non ci sono prove che questi, o metodi correlati, producano utili previsioni a medio termine".  Nessun terremoto si è verificato nel luogo o nel periodo di tempo previsti. 
Keilis-Borok, in collaborazione, aveva recentemente utilizzato alcune delle sue tecniche per fare previsioni socio-economiche con notevole successo. Ad esempio, nel suo lavoro con Allan Lichtman, ha utilizzato la matematica del riconoscimento dei modelli per prevedere correttamente il vincitore del voto popolare delle elezioni presidenziali negli Stati Uniti dal 1984 al 2008 e prevedere correttamente 128 elezioni senatoriali di medio termine su 150 negli Stati Uniti dal 1986 . Il metodo è descritto nel libro The Keys to the White House. Ha anche applicato il metodo per prevedere aumenti dei tassi di omicidi a Los Angeles, recessioni, picchi di disoccupazione e, più recentemente, attacchi terroristici. 
Tra il 1998 e il 2013, Keilis-Borok è stato professore e professore emerito dell'Università della California, a Los Angeles . È stato a capo del gruppo di ricerca presso l'International Institute for Earthquake Prediction Theory and Mathematical Geophysics, Russian Academy of Science, e il co-direttore (e fondatore) del programma di ricerca sulle dinamiche non lineari e la previsione dei terremoti dell'Abdus Salam International Center per Fisica Teorica, Trieste . 
Morì a Culver City, in California, il 19 ottobre 2013.